# Fußball-Oberliga 2011/12
Die Saison 2011/12 der Oberliga war die vierte Saison der Oberliga als fünfthöchste Spielklasse im Fußball in Deutschland nach Einführung der 3. Liga als dritthöchste Spielklasse zur Saison 2008/09 und der Herabstufung der Regionalliga zur vierthöchsten Spielklasse.
Nach nur vier Jahren ihres Bestehens ging die NRW-Liga in ihre letzte Spielzeit. Sie wurde zur folgenden Saison durch die wieder eingeführte Oberliga Westfalen sowie die Oberliga Niederrhein und Mittelrheinliga abgelöst. Die Oberliga Südwest firmierte ab der folgenden Saison unter dem Namen Oberliga Rheinland-Pfalz/Saar.

## Oberligen
- Oberliga Baden-Württemberg 2011/12
- Bayernliga 2011/12
- Bremen-Liga 2011/12
- Oberliga Hamburg 2011/12
- Hessenliga 2011/12
- Oberliga Niedersachsen 2011/12
- Oberliga Nordost 2011/12 in zwei Staffeln (Nord und Süd)
- NRW-Liga 2011/12
- Schleswig-Holstein-Liga 2011/12
- Oberliga Südwest 2011/12

## Aufstieg zur Regionalliga

### Regionalliga Bayern
Für die Aufstiegsspiele zur Regionalliga Bayern, die in zwei Runden im K.-o.-System ausgetragen wurde, qualifizierten sich die Meister und Vizemeister der drei Staffeln der Landesliga Bayern sowie die Mannschaften auf den Rängen 10 bis 15 der Bayernliga.
Die Würzburger Kickers erhielten ein Freilos für die 1. Runde, da der Tabellenelfte der Bayernliga, FSV Erlangen-Bruck, keine Regionalliga-Lizenz beantragte und somit auf die Relegationsteilnahme verzichtete.

#### 1. Runde
| Datum     |                      | Gesamt          |                      | Hinspiel  | Rückspiel            |
| --------- | -------------------- | --------------- | -------------------- | --------- | -------------------- |
| 23./26.5. | BC Aichach           | 2:1             | TSV Großbardorf      | 1:0 (0:0) | 1:1 (0:0)            |
| 23./26.5. | SpVgg Selbitz        | 1:6             | Würzburger FV        | 0:3 (0:2) | 1:3 (0:1)            |
| 23./26.5. | SV Schalding-Heining | (a)1:1(a)       | 1. FC Schweinfurt 05 | 1:1 (0:1) | 0:0                  |
| 23./26.5. | FC Augsburg II       | 2:1             | SB DJK Rosenheim     | 1:1 (0:1) | 1:0 (0:0)            |
| 23./26.5. | SpVgg Landshut       | 1:1 (5:7 i. E.) | SV Heimstetten       | 1:0 (0:0) | 0:1 n. V. (0:1, 0:1) |

#### 2. Runde
| Datum   |                | Gesamt    |                      | Hinspiel  | Rückspiel       |
| ------- | -------------- | --------- | -------------------- | --------- | --------------- |
| 2./6.6. | BC Aichach     | 1:4       | Würzburger Kickers   | 0:3 (0:1) | 1:1 (1:1)       |
| 2./6.6. | SV Heimstetten | (a)2:2(a) | Würzburger FV        | 1:0 (0:0) | 1:2 (0:0)       |
| 2./6.6. | FC Augsburg II | 3:0       | 1. FC Schweinfurt 05 | 0:0       | 3:0 n. V. (0:0) |

### Regionalliga Nord
Für die Aufstiegsspiele zur Regionalliga Nord qualifizierten sich der Vizemeister der Schleswig-Holstein-Liga sowie der Tabellenfünfte der Oberliga Niedersachsen. Da die zweite Mannschaft des VfL Osnabrück nicht aufstiegsberechtigt war, rückte der Tabellensechste nach.
| Datum   |                     | Gesamt |             | Hinspiel  | Rückspiel |
| ------- | ------------------- | ------ | ----------- | --------- | --------- |
| 6./9.6. | SV Holthausen/Biene | 1:6    | ETSV Weiche | 1:3 (0:2) | 0:3 (0:0) |

### Regionalliga Nordost
Für die Aufstiegsspiele zur Regionalliga Nordost qualifizierten sich die jeweils viertbesten, aufstiegsberechtigten und aufstiegswilligen Mannschaften der beiden Staffeln. Dabei handelte es sich um den fünftplatzierten der Staffel Nord, Torgelower SV Greif, und den achtplatzierten der Staffel Süd, VfB Fortuna Chemnitz.
| Datum      |                      | Gesamt |                     | Hinspiel  | Rückspiel            |
| ---------- | -------------------- | ------ | ------------------- | --------- | -------------------- |
| 26.5./2.6. | VfB Fortuna Chemnitz | 1:3    | Torgelower SV Greif | 1:0 (1:0) | 0:3 n. V. (0:1, 0:1) |

### Regionalliga West
Für die Aufstiegsspiele zur Regionalliga West qualifizierten sich die Mannschaften der NRW-Liga auf den Rängen 4 bis 7. Da die zweiten Mannschaften von Alemannia Aachen und Arminia Bielefeld nicht aufstiegsberechtigt waren, rückten der Tabellenachte und -neunte nach. Aus den Verbandsligen qualifizieren sich die Meister der Mittelrheinliga, Niederrheinliga sowie der beiden Staffeln der Westfalenliga.
Der VfB Hüls erhielt ein Freilos, da der Meister der Mittelrheinliga, FC Hennef 05, verzichtete, und stieg damit kampflos in die Regionalliga West auf. Das Spiel FC Kray gegen KFC Uerdingen 05 fand im Essener Uhlenkrugstadion statt.
| Datum    |                         | Gesamt |                    | Hinspiel  | Rückspiel |
| -------- | ----------------------- | ------ | ------------------ | --------- | --------- |
| 7./10.6. | KFC Uerdingen 05        | 0:3    | FC Kray            | 0:1 (0:1) | 0:2 (0:0) |
| 7./10.6. | SSVg Velbert            | 4:2    | SV Lippstadt 08    | 2:1 (1:1) | 2:1 (0:1) |
| 7./10.6. | SV Bergisch Gladbach 09 | 4:3    | SG Wattenscheid 09 | 2:0 (1:0) | 2:3 (0:3) |